# 丹生ダム
丹生ダム（にうダム）はかつて滋賀県長浜市余呉町小原地先、一級河川・淀川水系姉川右支高時川に計画が進められていたダムである。旧名は高時川ダム。
独立行政法人水資源機構が事業を手掛けるダムで、姉川及び琵琶湖、さらに淀川の治水と京阪神地域への上水道供給を目的とした多目的ダムとして計画された。堤高145.0m、総貯水容量1億5000万トンと完成すれば日本屈指の規模を誇るロックフィルダムとなる。1980年（昭和55年）より事業が着手されたが、後述する諸事情によって、ついにダム本体の工事に着手されなかった。そのため日本の長期化ダム事業の一つであった。

## 沿革
淀川水系は「淀川水系改修基本計画」とそれに続く「淀川水系工事実施基本計画」といった治水事業、「淀川水系水資源開発基本計画」（フルプラン）の利水事業という2本立てで総合開発が行われ、これと別立てで「琵琶湖総合開発事業」が展開されている。関西圏の人口増加により水不足に悩む琵琶湖沿岸の新規利水と高時川・姉川流域の洪水調節を万全にする為、当時の建設省近畿地方建設局（現・国土交通省近畿地方整備局）によって治水・利水を目的に1980年（昭和55年）に計画されたのが丹生ダムである。計画当時は「高時川ダム」という名称であった。
その後フルプランの一部変更により水資源開発公団（現・水資源機構）に事業は継承され、名称も変わり現在に至る。
ダムの型式は中央土質遮水壁型ロックフィルダム。高さは145.0m で、予定どおり完成していれば淀川水系のダムの中では最も堤高が高く、また堤体積も全国のダムの中で第1位となり国内屈指の大ダムとなるはずであった。当初は2010年（平成22年）に完成予定であった。
1984年（昭和59年）1月16日に初の地元説明会が開催され、同年6月14日にダム建設計画の実地調査協定に調印した。
そして、1988年（昭和63年）度予算に事業費約4億円が計上されて事業が本格的に開始され、同年12月26日に環境アセスメント準備書の縦覧が開始された。
市民団体の「湖沼守る全国会議」が当ダムの建設によって水質が悪化して「下流のアユが死減」する危険性があるとして調査を行うなど問題点を指摘したが、そうした問題に触れぬまま環境アセスメントに基づく環境影響評価書が作成され、1991年（平成3年）2月20日に環境影響評価書の住民縦覧が開始された。
1993年（平成5年）8月5日に補償基準が決着し、補償協定書に調印した。
1994年（平成6年）4月には「水資源開発公団」（現・水資源機構）に事業主体を移管した。
また、1995年（平成7年）9月には「活断層密集の可能性」から「地震誘発の恐れ」があるとの問題点も指摘された。
しかし、同年11月1日に水没予定地区の鷲見・針川・柳ヶ瀬・尾羽梨で離村記念式、同年月16日に移住地区で移住記念式、1996年（平成8年）8月5日に水没予定地からの墓の移転・合祭の法要が行われるなど集落の移転作業が進められた。1996年（平成8年）までに、移転対象となった40世帯が立ち退いていた。

## ダム事業の再検討から中止へ
ところが、2003年（平成15年）7月18日に「淀川水系流域委員会」琵琶湖部会で当ダムによる琵琶湖の水位低下を防止する効果を否定する意見が多数派を占めて、事業の有効性への疑問が浮上した。
さらに、2000年（平成12年）以降、琵琶湖下流の京阪神地域で水需要が低下し、京都府の水利権放棄など大口利水者の事業撤退が続き、水利の面での有用性も消滅した。
そのため、2005年（平成17年）12月22日に「淀川水系流域委員会」が「自然環境の調査不十分」なことなどを理由として建設計画の中止を求める意見書を採択した。

### 淀川水系流域委員会の答申
補償交渉は完了し、水没予定地の住民の移転も終わり、滋賀県道285号中河内木之本線をはじめ付け替え道路等の周辺工事が開始されていたが、2000年代当時の公共事業見直しの中で淀川水系のダム建設も再検討が迫られた。
国土交通省近畿地方整備局の諮問機関である「淀川水系流域委員会」は、丹生ダムを始め淀川水系に計画・建設されている5ダム（残りの4ダムは大戸川ダム・余野川ダム・川上ダム及び天ヶ瀬ダム再開発）の建設事業について存廃の是非を検討した。
その結果2005年7月、委員会は5ダム全てについて建設中止が妥当との判断を下し、国土交通省もこれを受けて丹生ダムを多目的ダムから治水限定ダムに計画を縮小する方針とした。
この委員会の答申に対しダム建設に否定的な市民団体や評論家等は英断として歓迎、下流受益地の京都府も概ね理解する姿勢を示した。ところが、ダム建設の犠牲を蒙る地域であり受益地でもある滋賀県と流域自治体が「流域住民の安全を無視している」として猛反発。
建設に伴い移転した住民も不快感を示した。長年水害に悩まされていた高時川流域住民は決起大会を開いてダム早期完成を要望し、答申と地元との意識の乖離が明らかになった。
この地元自治体・住民の猛反発を受け国土交通省は滋賀県議会において「ダム建設縮小の方針は決定事項ではない」と釈明。結果、2006年度の財務省予算原案の概算要求にて建設費が計上され、今後の計画は当初計画通りなのか、それとも縮小なのか不透明なまま、先に進む状況になっていた。

### 嘉田知事の「ダム凍結・見直し」政策
ところが、同年7月の滋賀県知事選挙にて当時の現職知事を破り当選した嘉田由紀子新知事が、『もったいない』を合言葉に新幹線新駅・産業廃棄物処理場の凍結と共に県内で計画されている全てのダム計画凍結・見直しを施政方針に打ち出した。田中康夫長野県知事（当時）に続く「ダム事業の否定」である。ただ、全面的にダム計画を中止するという意味ではなく、見直しの意味合いが強い。田中知事とは異なり国土交通省・水資源機構が計画しているダムの凍結・見直しの要望もしている。
これに対し下流受益地の京都府・京都市は賛同の趣旨を表明。一方高時川流域住民の間からは「無責任」とする批判が高まった。折から長野県や鹿児島県で豪雨災害（平成18年7月豪雨）が発生し、脱ダムの舞台・諏訪湖周辺で水害が起こった時期でもあり今後の動向が注目されていた。知事は当初ダム計画の見直しについて変更はないと当選直後は表明していたが、間も無く県議会における所信表明で、『自らの治水政策の瑕疵により、一人でも死者が出た場合は知事を辞職する』と表明して治水に対する取り組みを重視した。その後凍結を検討するダム下流域の自治体や住民との話し合いや、平成18年7月豪雨による長野県の被害もあってか、多少柔軟姿勢に転じ、『他に有効な治水対策が無い場合はダム建設もあり得る』として地元との対話を重視する姿勢を見せた。
また2007年（平成19年）には従来のダム凍結・見直しの方針はダムを全部否定するものではないとして、北川第一ダム（北川）や芹谷ダム（芹川）など計画中の県営治水ダム3つのうちの2つについて、治水対策には「有力な案として計画」していく方向となった（あくまで推進という文字は使用していない）。これに対して、マスコミ各社は一斉にマニフェスト違反と集中砲火を浴びせた（マスコミの報道の問題点とも関係する）。しかし、この政策面の変化については、平成19年度予算の採決を控え、県議会で多数派を占める自民党県議やいままでの計画を推進してきた県職員の意向が背後にあった。したがって、知事本人としては後援会の会報では、「凍結・見直しのためにも現在計画されているダム関連予算をつける必要があった」と述べている。
そのような背景があってか、知事は2007年県議選ではダム建設反対派・慎重派の候補（対話でつなごう滋賀の会公認・推薦候補）を応援し、ダム建設推進派が主流の自民党を歴史的惨敗へと追い込み、結果的に最も大きな課題である新幹線南びわ湖駅問題も含め自民党は知事の方針に従うこととなった。ただ、選挙結果を踏まえた後も、国営である丹生ダムについて、貯水ダムについては否定したものの、流水（穴あき）ダムの可能性については（のちに大戸川ダムについても）容認するなど、ダムを根っから否定するわけではなく、人が死なない治水政策を目標として発言・行動しているようである。しかし、白黒はっきりさせたがるマスコミ、また、推進する人、または強固に反対する人、にとっては、知事のそのような態度は「曖昧である」とうつるようで、断続的に非難され続けている。
丹生ダムについて建設予定地である地元・余呉町は、知事の施策に対し一貫して反発の姿勢を見せた。長年の懸案である高時川の治水対策が根本から覆される事に対する反発と、ダムによる固定資産税の還元という歳入、及びダムにより出現する人造湖を活かした観光開発などによって財政再建を目指していたことから余呉町は知事に対し激しく反発し対決姿勢を鮮明にした。町側は仮にダム中止により財政再建が望めない場合、電源三法に基づく電源立地交付金の取得を目的に原子力発電環境整備機構による高レベル放射性廃棄物処分場の誘致に立候補すると表明したが、放射性廃棄物の問題により当時の町長は再選出馬せず、結果的には嘉田知事派の町長が就任することとなった。また、その影響か、余呉出身で五期目であった県議が2007年の統一地方選挙における滋賀県議会議員選挙の出馬を見送る事態となった。
2007年4月13日に行われた嘉田知事と地元・余呉町及び丹生ダム対策委員会との間における協議で、丹生ダムは建設するとしても国土交通省が淀川水系流域委員会の答申以後に示した治水限定ダムへの縮小案（穴あきダム案）までであろうと示唆した嘉田知事に対して、当初の計画どおり1億5000万トンの貯水量を保持するダム案以外を受け入れる気がない丹生ダム対策委員会の委員たちが猛反発。委員会自体が解散する方向となった。今後は余呉町が窓口となって協議していく方針となったが、県側と町側の溝は埋まらない状態が続いている。
一方事業主体である水資源機構はこの状況を静観、国土交通省は規模縮小の方針であったが、計画の推進も見直しも行われず宙に浮くこととなった。

### 建設中止
2014年（平成26年）1月16日、国土交通省は丹生ダム建設を中止する方針を決定した。丹生ダムを利水機能を担わない治水ダムとして建設した場合、246億～339億円の建設コストがかかるのに対し、河川整備なら80億円程度で済むなどとして「ダムは有利でない」と国土交通省が結論づけたためである。なお国が計画したダムのうち、住民の立ち退き移転後に中止になったのは初めてであり、また調査や用地取得、周辺工事などで計567億円が費やされていた。
2016年（平成28年）7月20日、国土交通省は丹生ダム建設中止を正式に決定した。建設中止に伴い、ダム建設予定であった地域の地域振興を目的として、丹生ダム建設事業の中止に伴う地域整備協議会が2016年（平成28年）10月27日に設置された。

## 参考資料
- 『ダム便覧 2006』：日本ダム協会。2006年
- 丹生ダムに関する住民討論会　国土交通省近畿地方整備局　琵琶湖河川事務所（2013年2月23日時点のアーカイブ）